# Banyo

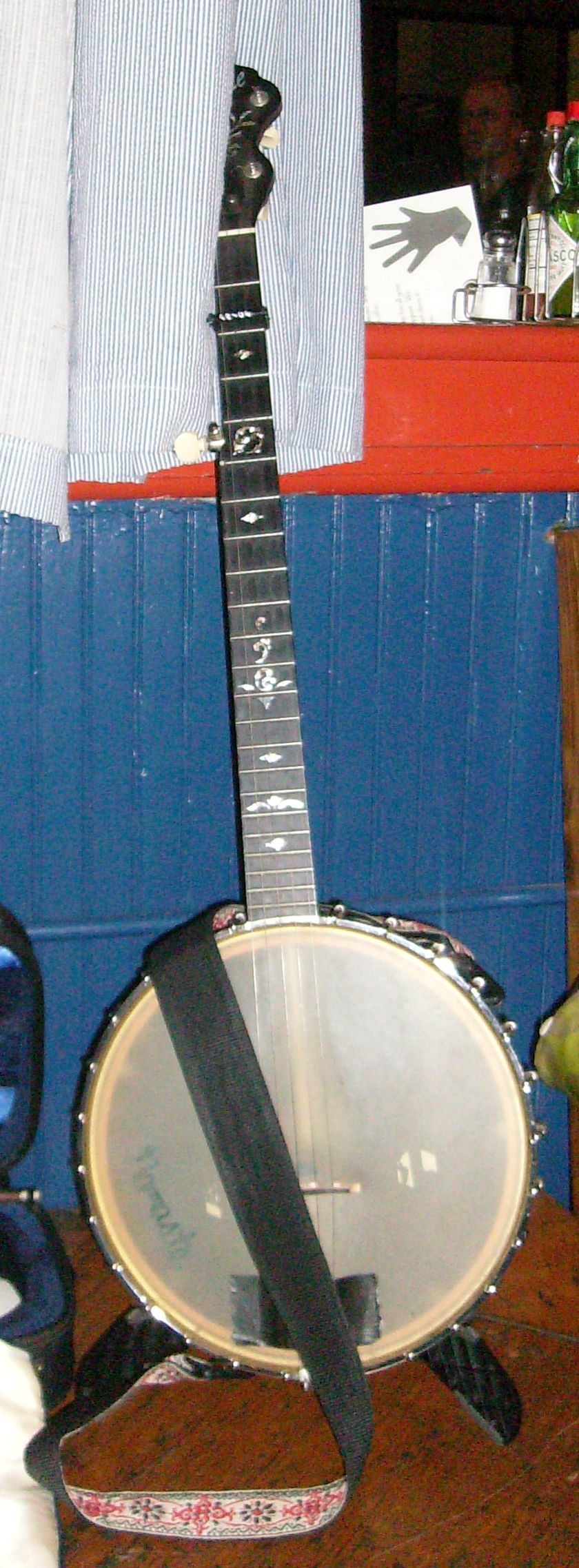
Típico banjo de cinco cuerdas

El banjo o banyo es un instrumento musical de 4, 5, 6 o 10 cuerdas, constituido por un aro o anillo de madera circular de unos 35cm de diámetro, cubierto por un parche de plástico o piel a modo de tapa de guitarra.

## Origen
Su origen es africano, de un instrumento de 3 cuerdas con caja de madera. Fue desarrollado en el siglo XIX en Estados Unidos y en Irlanda, donde los músicos explotaron sobre todo sus posibilidades rítmicas. Hacia 1890 entra a formar parte de la música dixieland, y pronto se convierte en el instrumento musical por excelencia de la música tradicional estadounidense.
En sus orígenes, es abierto por la parte trasera (banjo openback), añadiéndose en el siglo XX un resonador de madera a modo de cierre. Se conforma así el banjo de bluegrass, con mayor resonancia y volumen que su hermano mayor. Hasta el día de hoy, ambos tipos de banjo siguen conviviendo y son empleados dependiendo del estilo musical.
Los banjos (openback y bluegrass) se desarrollan asimismo durante el siglo XX en infinidad de instrumentos, variando la longitud del mástil y el número de cuerdas, y combinándose con otros instrumentos tradicionales. Surgen así los banjos plectrum (de 4 cuerdas), los tenores y tenores irlandeses (con mástil corto y 4 cuerdas), los banjoleles (banjo-ukeleles), las guitarras-banjos (banjo con mástil de guitarra), los mando-banjos (fusión de banjo con la mandolina) y otros. La familia del banjo es por tanto, muy numerosa.
Este instrumento da un sonido muy característico a las bandas de country y jazz en sus distintas modalidades, y la velocidad de pulsación de sus cuerdas varía de unos estilos a otros, por ejemplo, en el bluegrass el ritmo es tan rápido que causa admiración.
Inclusive el charlestón y el foxtrot usan este instrumento en algunas variantes especiales.

## Banjo moderno
El banjo de hoy en día viene en una variedad de formas, con versiones de cuatro y cinco cuerdas, e incluso una versión de seis, afinada y tocada igual que una guitarra que está ganando popularidad. En casi todas las formas, tocar el banjo significa un rasgueo rápido (arpegio) de las cuerdas, aunque existen muy diferentes estilos.
El cuerpo (o pot) de un banjo moderno consiste en un rim circular (generalmente de madera, aunque en los antiguos era también de metal) y un parche tensionado, similar al de un tambor. Normalmente este parche se hacía de piel animal aunque a día de hoy lo más común es el material sintético. La mayor parte de banjos modernos tienen también un tone ring o que ayuda a clarificar y proyectar el sonido.
El banjo se afina muchas veces mediante clavijas de fricción o engranajes, más que con tornillos sin fin como en las guitarras. Los acordes son estándar desde finales del siglo XIX, aunque existen banjos sin trastes para quienes desean ejecutar glissandos o conseguir sonidos y tactos antiguos.
Los banjos actuales tienen generalmente cuerdas metálicas. Normalmente la cuarta cuerda era de acero o aleación de bronce-fósforo. Algunos ejecutantes prefieren nailon o cuerdas de cuero para conseguir un sonido más old-time y melodioso.

### Abierto o con resonador
Algunos banjos tienen un plato resonador separado en la parte de atrás de la caja diseñado para proyectar el sonido adelante y amplificar su volumen. Este tipo de banjo es el que utiliza generalmente en bluegrass, aunque también en otros estilos diferentes, utilizándose en old-time como sustituto de la amplificación eléctrica cuando se toca ante mucho público.
Por último, los banjos abiertos (open back) tienen un tono más melodioso y pesan menos que los que tienen resonador.

## Banjos de cuatro cuerdas

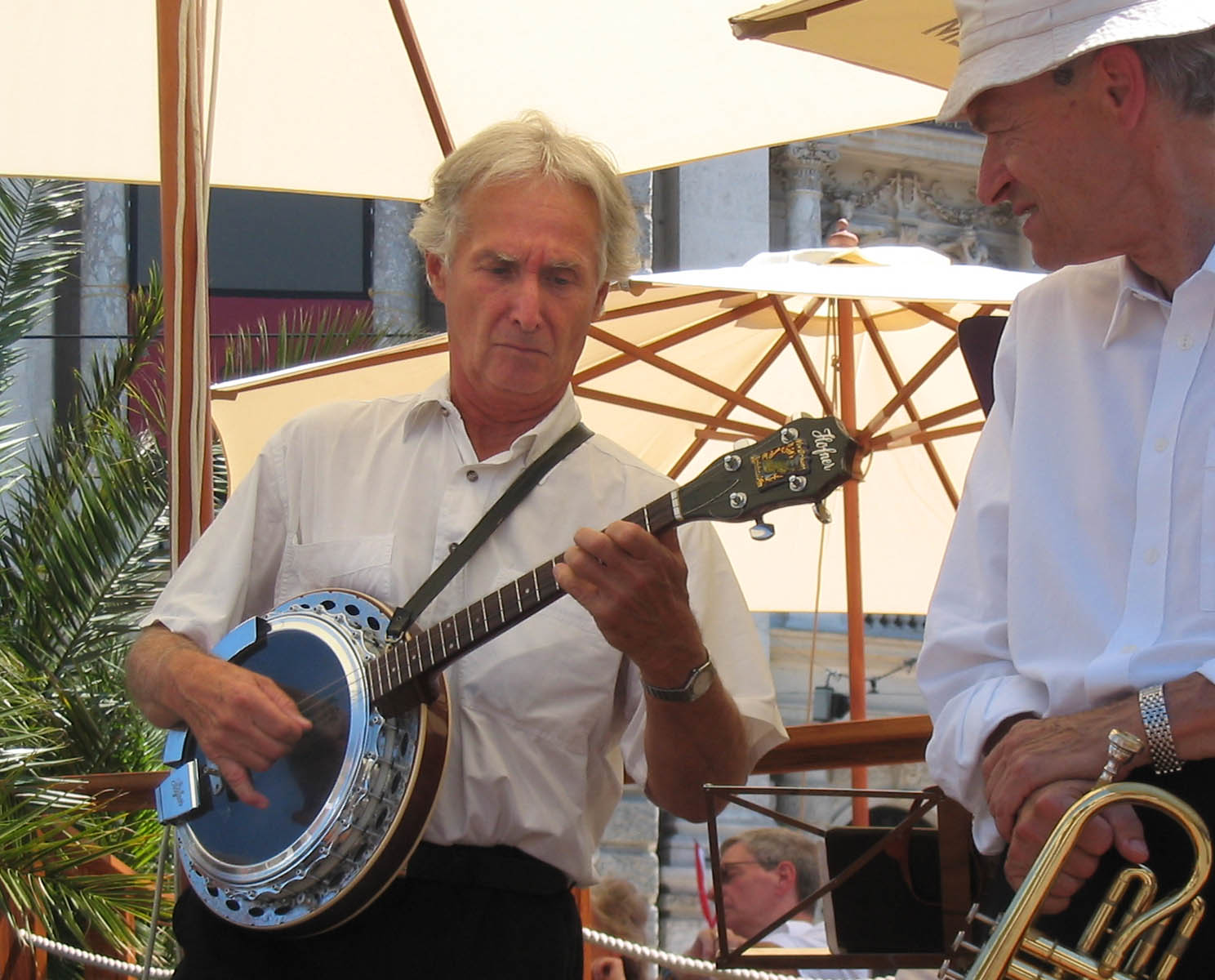
Banjo de cuatro cuerdas

Existen dos tipos de banjos de cuatro cuerdas: el tenor y el plectrum (plectro).

### Banjo plectrum
El banjo plectrum es un banjo estándar sin la cuerda corta característica de los banjos de cinco cuerdas (short drone string). Suele tener 22 trastes, y una longitud de escala de 26 a 28 pulgadas. Tradicionalmente se afinaba DO SOL SI RE', aunque también puede afinarse como las cuatro cuerdas superiores de una guitarra, el conocido como Chicago tuning. Se suele tocar como la guitarra y con un solo plectro o púa, a diferencia del banjo de cinco cuerdas que se toca con una púa para el dedo gordo (thumbpick) y dos púas más en dos dedos.
El banjo plectrum evoluciona desde el banjo de cinco cuerdas, para hacerse con estilos de música de con acordes rasgueados. También se utilizaba en las primeras grabaciones y arreglos jazzísticos.

### Banjo tenor
El banjo tenor se hizo conocido a mediados del año 1910 en Estados Unidos. Se lo distingue de otros, porque este es más pequeño que los demás (no el más pequeño de todos). Tiene cuatro cuerdas, 18 trastes y su afinación varía. La más conocida es como la mandolina sol, re, la, mi. También se lo afina como el tiple peruano: fa#, si, mi, la. Su sonido es variado, pero en Perú le dan un sonido especial. Utilizado para la música criolla (en Perú) el banjo tenor peruano tiene un sonido que se le puede llamar una mezcla de instrumentos artesanales como el charango y la mandolina, debido al material con que lo hacen en Perú.
Esta afinación se le dio gracias al gran banjista José Domingo Arbulú Zapata de Reque, de Chiclayo (Perú).
El banjo tenor es utilizado en Chile para la música religiosa, pero más el banjo mandolina, que es un banjo de ocho cuerdas (cuatro cuerdas dobles). También es muy utilizado en Perú.

### Banjo contrabajo
Menos común que los anteriores es el banjo-contrabajo, normalmente afinado DO SOL RE LA, una octava por debajo del banjo tenor, como el violonchelo y el mandoviolonchelo. Tiene un papel en las orquestas de banjo de finales del siglo XIX y principios del XX. Los banjos-contrabajo se han producido tanto en formato de bajo vertical como con cuerpo de banjo estándar horizontal.

### Además
Los banjos de cuatro cuerdas, tanto el plectrum como el tenor, pueden usarse estrictamente como «acompañamiento de cuerda» (como en el primer jazz), estrictamente como única cuerda en la melodía de un piano (como en la música tradicional irlandesa), en chord melody style (una sucesión de acordes en los cuales las notas más altas llevan la melodía); en «trémolo» (con acordes y única cuerda) y con técnica mixta llamada duo style, donde combina el trémolo de única cuerda y los acordes rítmicos.
Mirek Patek explora las oportunidades que abre el banjo tenor reafinado en open G con DGD'G' o lower open D afinado ADAD' (tres dedos, frailing o clawhammer).
Eddie Peabody fue el más grande en banjo plectrum desde principios hasta mediados del siglo XX. Johnny Baier, Bill Lowrey, Steve Peterson y Buddy Wachter son banjoístas prominentes contemporáneos que siguen trabajando hoy en día. Harry Reser, que había comenzado tocando el banjo plectrum, fue, argumentadamente el mejor banjoísta tenor y escribió un gran número de obras para este modelo, así como material de aprendizaje. Era bien conocido en la comunidad banjoísta hasta su muerte en 1965 por su técnica de única cuerda y chord melody (melodía de acorde).

## Híbridos y variantes
Existen varios instrumentos a partir del cruce de banjo con otros instrumentos de cuerda. La mayor parte de ellos utilizan el cuerpo de un banjo —normalmente con resonador— y el mástil de otro instrumento. Algunos ejemplos son el banjo mandolina (o bandolina) y el banjo-ukulele o banjolele, conocido por ser el instrumento que toca el cómico inglés George Formby.
Estos instrumentos fueron muy populares en las primeras décadas del siglo XX y fueron resultado probablemente del deseo de permitir, a músicos de otros instrumentos, el salto al banjo, así como para conseguir los beneficios de la amplificación natural del resonador en la era pre electricidad. También existen instrumentos que usan un mástil de cinco cuerdas en un cuerpo de madera (como el bouzouki o büş).

## Afinación
El banjo conforma una familia compuesta de varios tipos que se diferencian por el número de sus cuerdas y su afinación particular.
- 4 cuerdas:

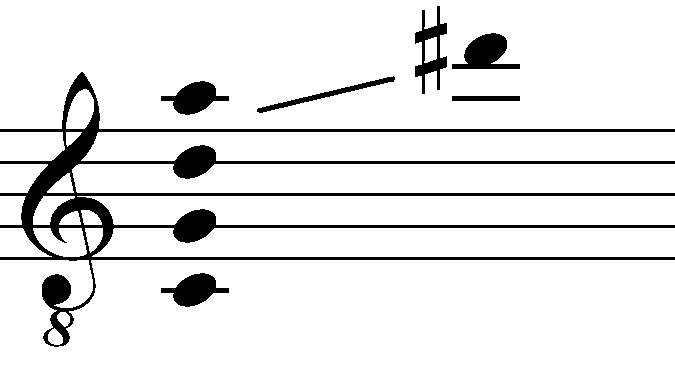
Extensión del banjo tenor.

- - Banjo tenor Do, Sol, Re, La, adecuado para interpretación de jazz.[4]
  - Banjo Sol, Re, La, Mi para folklore irlandés.[4]
  - Banjo Re, Si, Sol, Do
  - Banjo Re, Si, Sol, Re
  - Banjo La, Re, Sol, Do
  - Banjo Re, Si, Sol, Si
  - Banjo Mi, Si, Sol, Re
  - Banjo Fa#, Si, Mi, La
- 5 cuerdas:
  - Banjo Re, Si, Sol, Do, Sol
  - Banjo Re, Si, Sol, Si, La
  - Banjo Re, Si, Sol, Re, Sol
  - Banjo Sol, Re, Sol, Si, Re (en la escala de Sol)
  - Banjo Sol, Do, Sol, Si, Re (en la escala de Do)
  - Banjo La, Fa#, Si, Mi, La
- 6 cuerdas:
  - Banjo Mi, La, Re, Sol, Si, Mi (como una guitarra)
  - Banjo La, Re, Sol, Si, Mi, La (según el requinto)
  - Banjo Fa#(una octava más aguda), Fa#, Si (una octava más aguda), Si, Mi, La